# Пеммо (герцог Фріульський)
Пеммо (†739), герцог Фріульський (706—739), син Білло з Беллуно. Став герцогом після закінчення громадянської війни. Пеммо взяв під опіку синів благородних людей, які загинули в громадянській війні. Тричі вів війну зі слов'янами Каринтії. Після перемоги Пеммо у третій війні слов'яни були змушені укласти з ним мирний договір.
Пеммо конфліктував з патріархом Аквілейським Калікстом, який позбавив сану єпископа Чівідале дель Фріулі. Пеммо ув'язнив патріарха, тому король лангобардів Лютпранд втрутився у конфлікт, змістив Пеммо та призначив герцогом його сина Рачіса. Пеммо утік з міста, проте Рачіс домігся від короля його помилування. Пеммо залишив ще 2 синів від Ратперги — Ратчайта і Айстульфа.